# Setaphora lateralis
Setaphora lateralis är en kräftdjursart som först beskrevs av Gustav Budde-Lund1913.  Setaphora lateralis ingår i släktet Setaphora och familjen Philosciidae. Inga underarter finns listade i Catalogue of Life.